# Baltistan

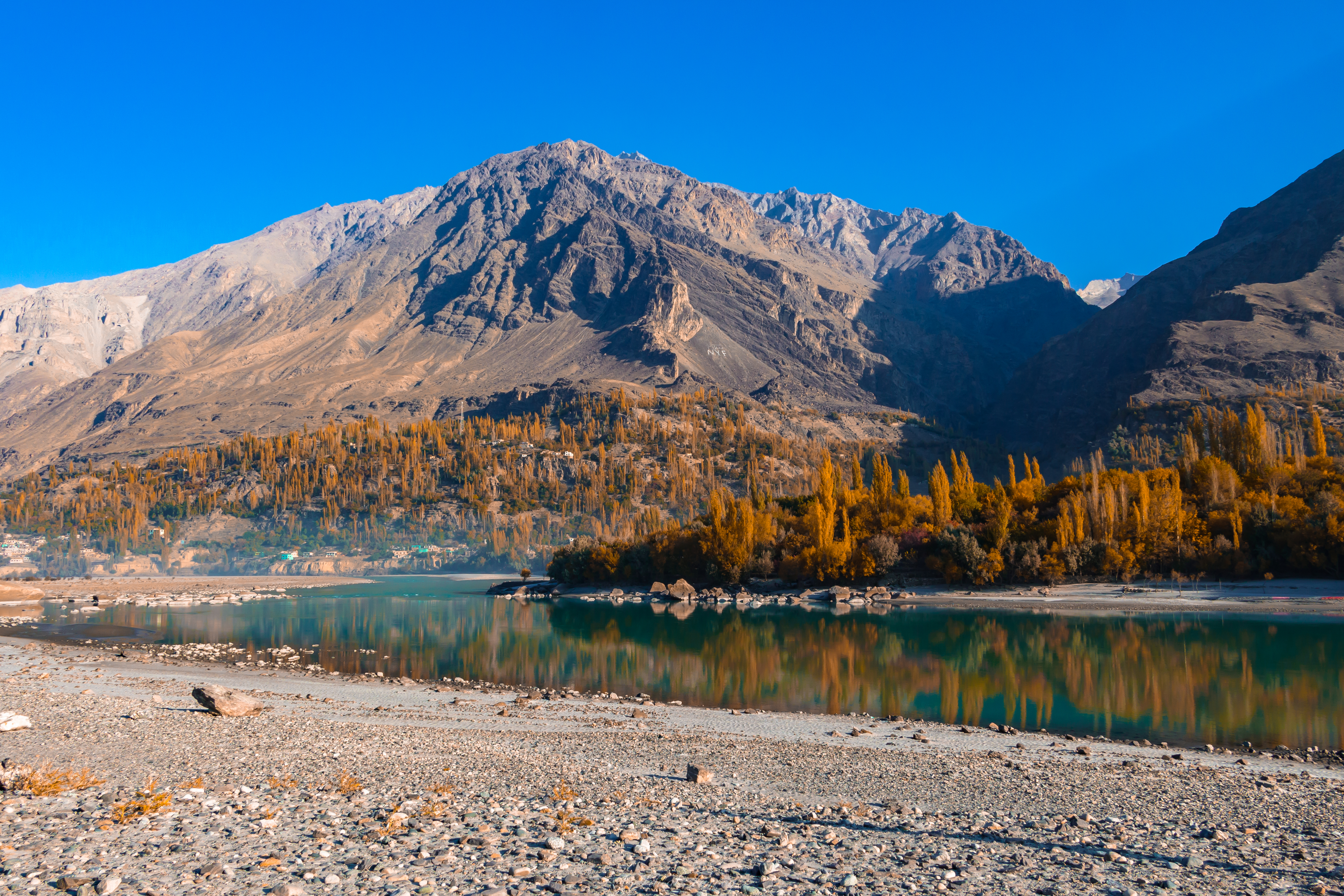
Krajobraz Baltistanu

Baltistan (Mały Tybet, urdu ‏بلتستان‎) – kraina historyczna w kontrolowanej przez Pakistan części Kaszmiru, w granicach terytorium administracyjnego Gilgit-Baltistan, stanowiącego terytorium sporne z Indiami. Nazwę Baltistan nosi także okręg administracyjny (division) obejmujący tę krainę.
Kraina o górskim krajobrazie i surowym klimacie. Położona w dorzeczu Indusu, obejmuje fragment doliny tej rzeki oraz jej dopływów, m.in. Shyok i Gilgit, których dna znajdują się na wysokości 2500–3000 m n.p.m. Przez jej północną część przebiega łańcuch górski Karakorum, wraz z głównymi szczytami: K2, Gaszerbrum I oraz Broad Peak (wszystkie trzy powyżej 8000 m n.p.m.). W jej granicach znajduje się także zachodni skraj Himalajów. Znajdują się tu liczne lodowce, m.in. Siachen, Baltoro, Biafo i Hispar.
Kraina zamieszkana jest głównie przez lud Balti pochodzenia tybetańskiego, przeważająco wyznania szyickiego (islam). Lokalna gospodarka opiera się na uprawie jęczmienia i owoców, pasterstwie, oraz turystyce zagranicznej. Do głównych miejscowości należą Shigar i Khaplu.
Od 1949 roku Baltistan znajduje się pod kontrolą Pakistanu. Stanowi część obszaru, o który toczy się długotrwały spór z Indiami, roszczącymi sobie prawa do całego Kaszmiru. Położony na pograniczu tych państw (a także Chin), Baltistan na przestrzeni lat wielokrotnie był areną starć granicznych między wojskami obu krajów.